# Green Meadows (Oregón)
Green Meadows es un lugar designado por el censo ubicado en el condado de Umatilla en el estado estadounidense de Oregón. En el Censo de 2020 tenía una población de 675 habitantes y una densidad poblacional de 212,26 habitantes por km². Fue incluido como CDP en el censo de 2020.

## Geografía
Green Meadows se encuentra ubicado en las coordenadas 45°36′59″N 118°48′10″O / 45.61639, -118.80278. Según la Oficina del Censo de los Estados Unidos,  tiene una superficie total de 3,18 km², todos correspondientes a tierra firme.